# NGC 6214
NGC 6214 ist eine 13,5 mag helle Spiralgalaxie vom Hubble-Typ Sbc im Sternbild Drache am Nordsternhimmel. Sie ist schätzungsweise 349 Millionen Lichtjahre von der Milchstraße entfernt und hat einen Durchmesser von etwa 100.000 Lichtjahren.
Im selben Himmelsareal befindet sich u. a. die Galaxie IC 1228.
Das Objekt wurde am 2. August 1884 von Lewis A. Swift entdeckt.